# Château Monaise

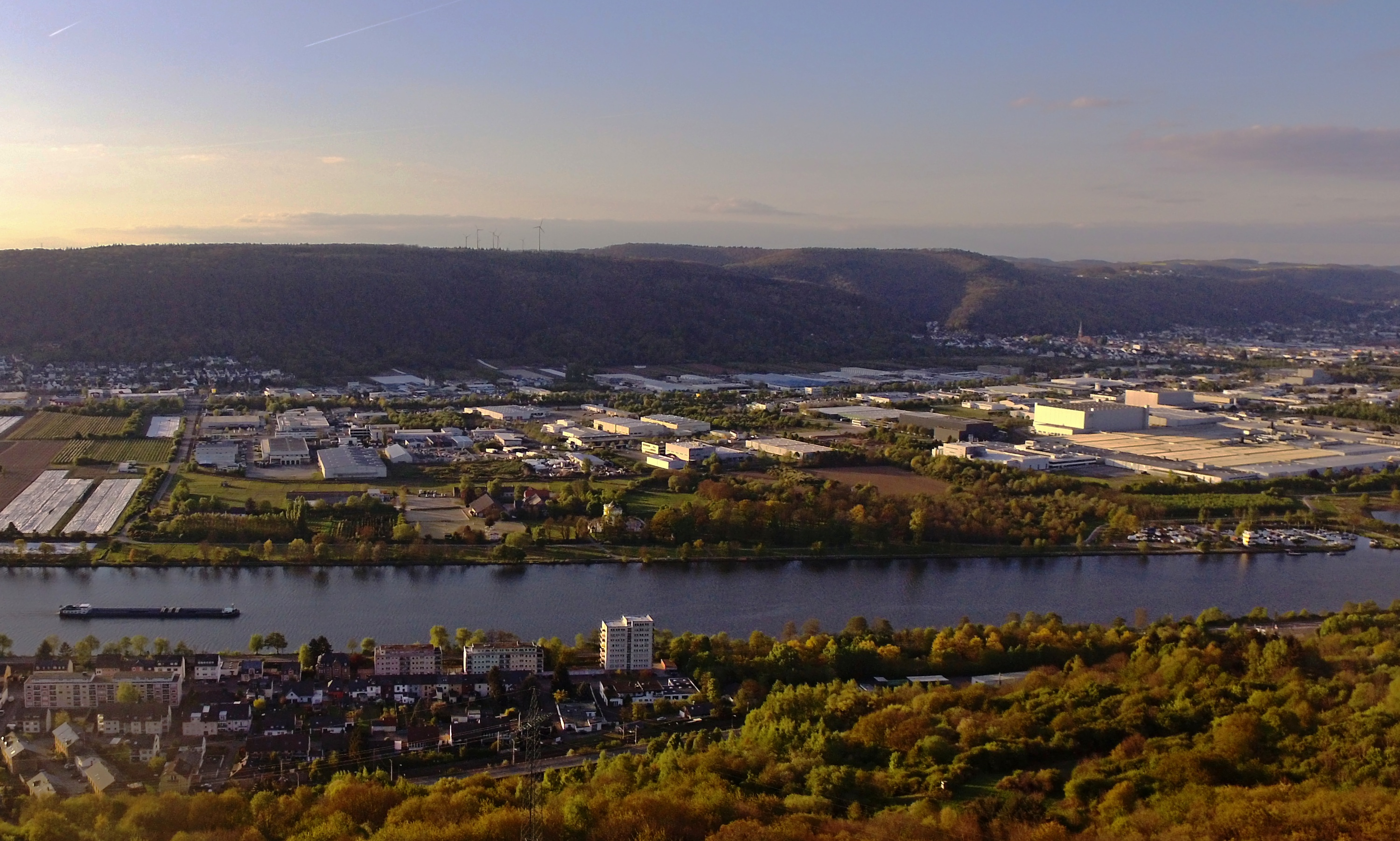
Localisation (au-dessus du gratte-ciel au premier plan au centre) entre la Moselle et la zone industrielle

Le château Monaise (du français « mon aise », « mon loisir », « mon aisance », « mon confort », « ma commodité », « ma sérénité », « ma paix » – selon la devise latine sous les armoiries : « Otium cum dignitate » [Loisirs avec dignité]) sur la Moselle appartient depuis 1853, avec son domaine, à la ville de Trèves, en Allemagne.

## Histoire
Le château néoclassique a été construit entre 1779 et 1783 par François-Ignace Mangin comme résidence d'été pour le doyen de la cathédrale de Trèves. Il a été construit comme une maison de plaisance avec de grandes salles au premier étage, un étage supérieur simple (pour les domestiques) et une grande terrasse et un escalier ouvert et est entouré d'un parc. À cette fin, le village d’Oberkirch Niederkirch, a été démoli.
En termes d'histoire architecturale, Monaise est peut-être l'exemple allemand le mieux préservé d'une villa suburbaine de la fin du XVIIIe siècle. Après la Révolution française, le château changea plusieurs fois de mains et fut laissé à l'abandon après la Seconde Guerre mondiale. En raison de la transformation en zone industrielle et commerciale du terrain appartenant autrefois à la propriété, le site d'origine, rural et idyllique, ne peut être que partiellement compris aujourd'hui.
Après une rénovation complète entre 1992 et 1997, le château Monaise, propriété de la ville de Trèves, est aujourd'hui utilisé comme restaurant. Le domaine alentour est aujourd'hui un centre équestre.

## Galerie

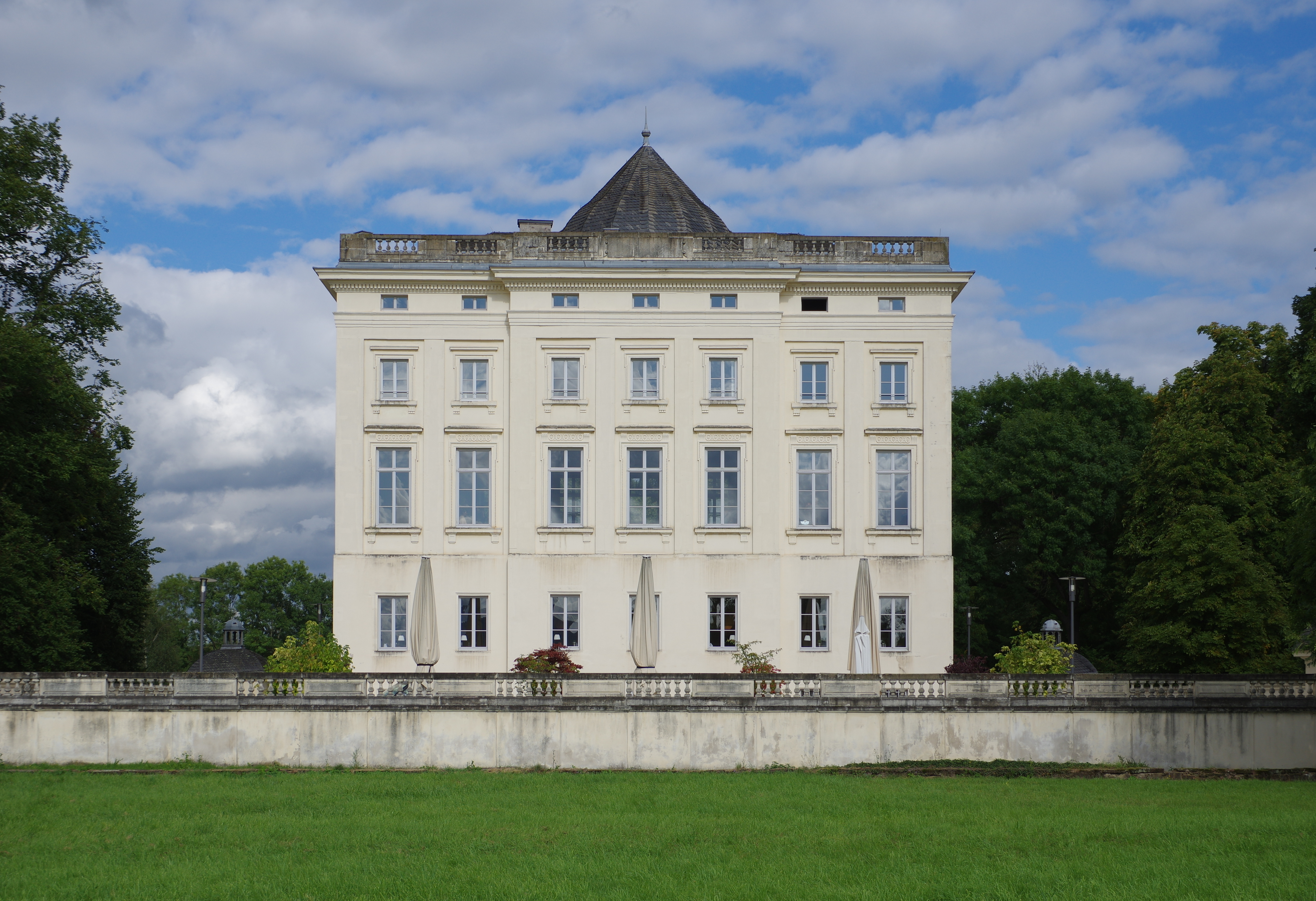
Côté sud
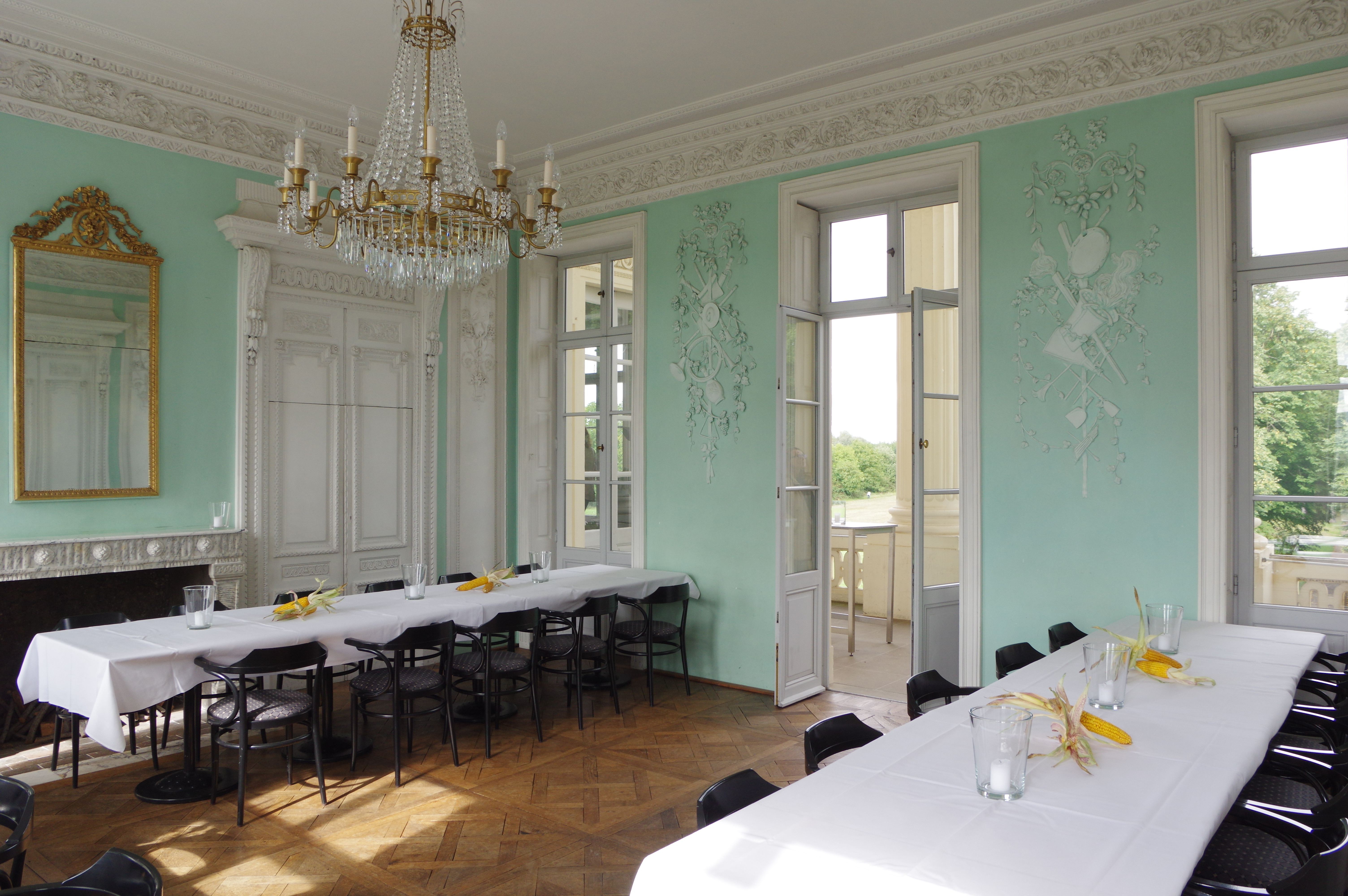
salle de bal
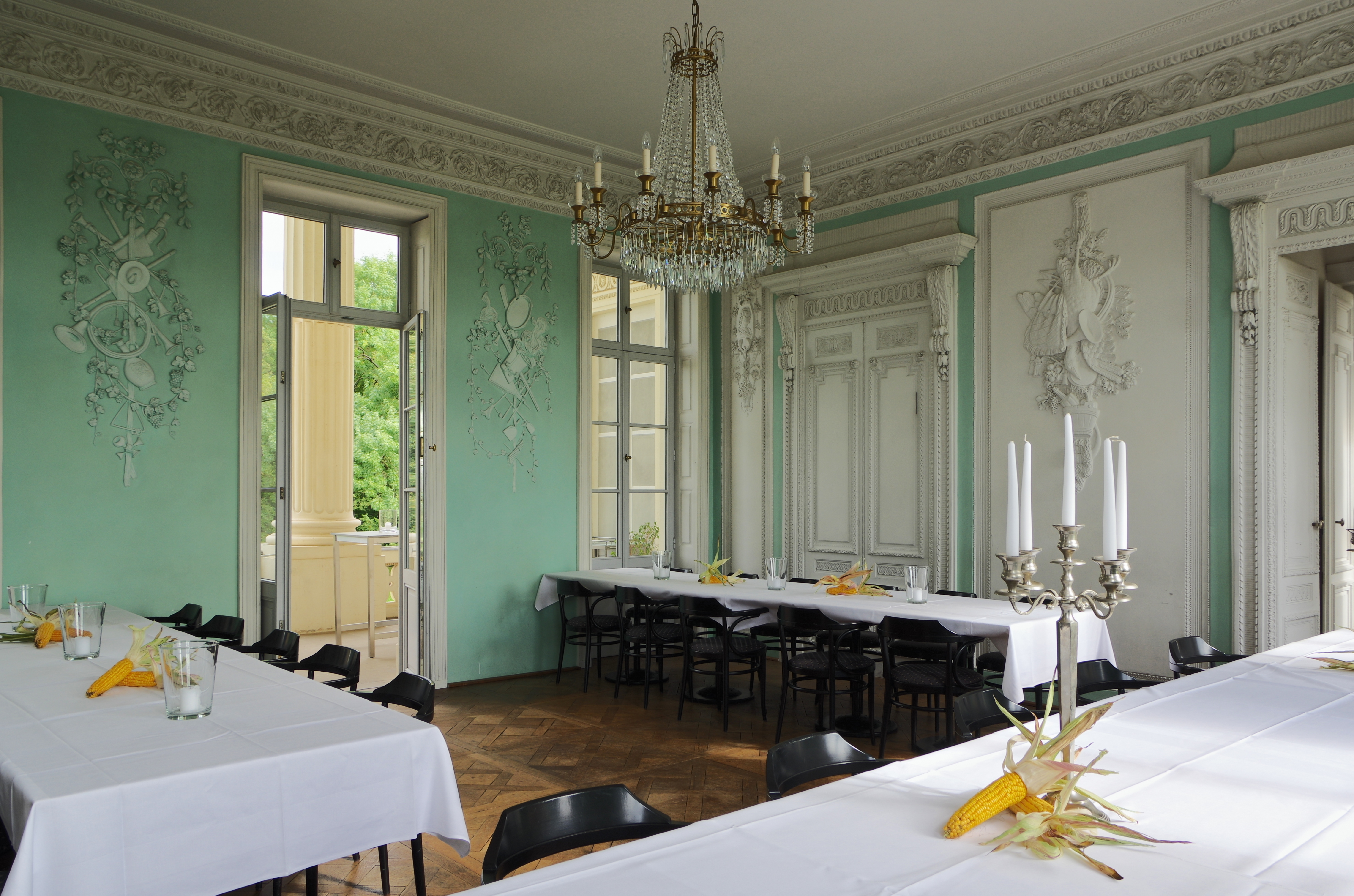
salle de bal
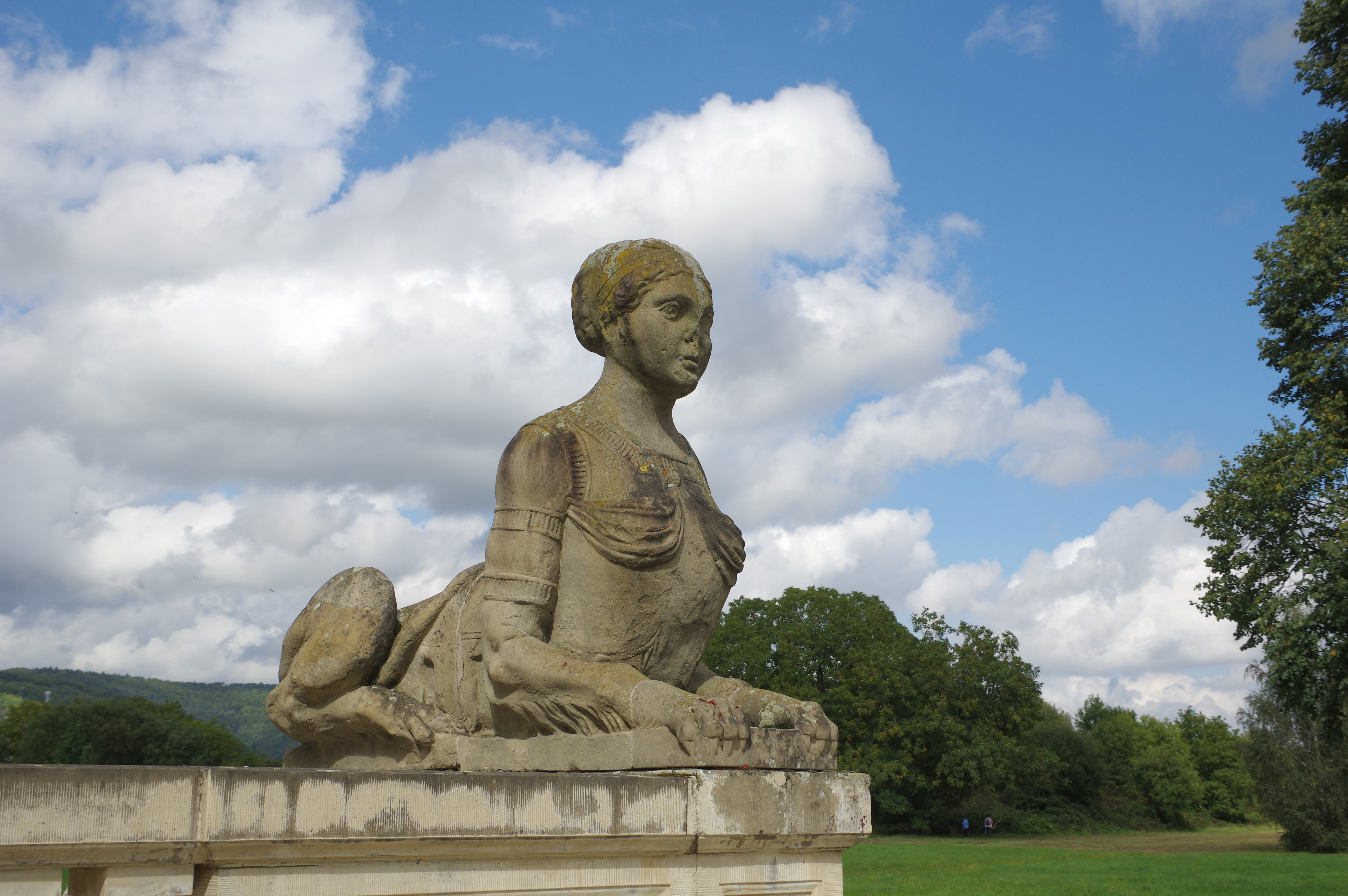
Sphinx sur la terrasse
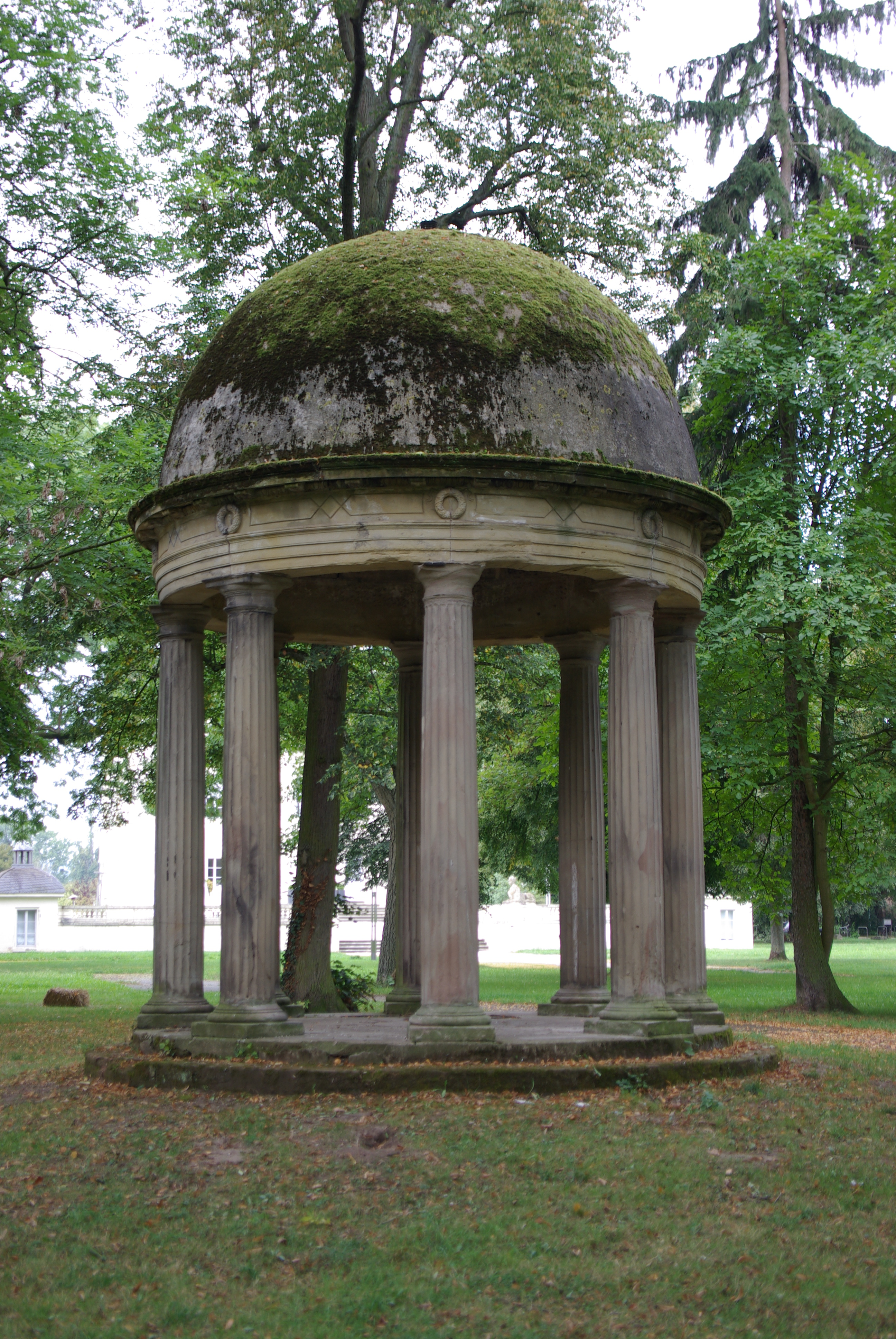
Monopteros
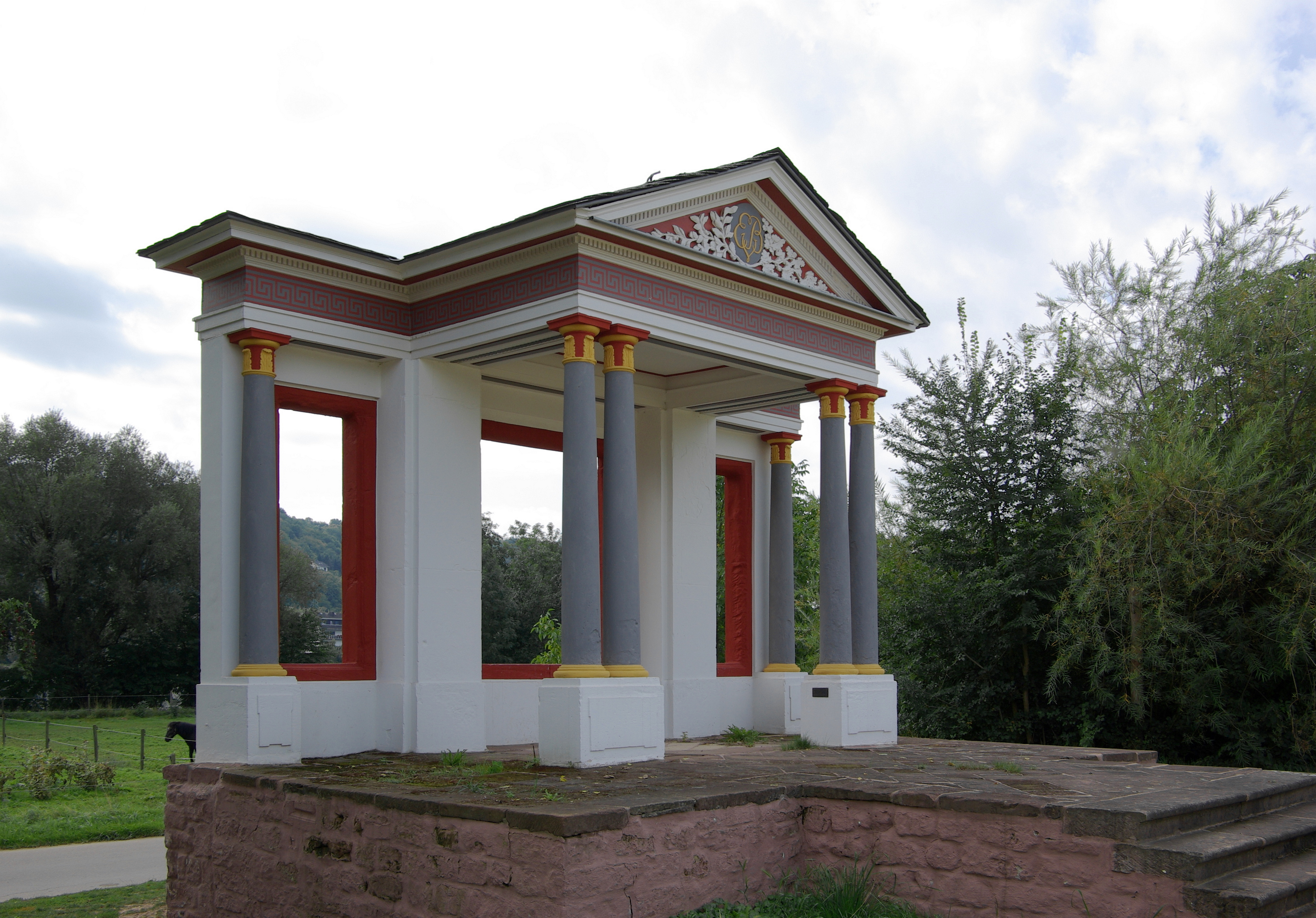
Gloriette

## Liens
- Notices d'autorité :   - VIAF
  - GND
- Monaise vers 1840 d'après Panorama de Trèves et ses environs (vers 1840) via dilibri

## Littérature
- Marzena Kessler et Karlheinz Scheurer : Der Monopteros im Park des Schlosses Monaise. Wiedergewinnung eines Kleinodes der Gartenkultur, Neues Trierisches Jahrbuch, Trèves, 2021.